# Кампокьяро
Кампокьяро (итал. Campochiaro) —  коммуна в Италии, располагается в регионе Молизе, в провинции Кампобассо.
Население составляет 634 человека (2008 г.), плотность населения составляет 18 чел./км². Занимает площадь 35 км². Почтовый индекс — 86020. Телефонный код — 0874.
Покровителем коммуны почитается святой апостол и евангелист Марк, празднование 25 апреля.

## Демография
Динамика населения:

## Администрация коммуны
- Официальный сайт: